# Brígido Fernandes Tinoco
Brígido Fernandes Tinoco (Niteroi, 28 de setembro de 1910 - Rio de Janeiro, 22 de outubro de 1982) foi um político brasileiro. Além de político, foi colaborador do Diário Carioca, Correio da Manhã e da Fon-Fon (revista); membro da Academia Fluminense de Letras, do Instituto Brasileiro de Direito do Trabalho e do Cenáculo Fluminense de História e Letras.

## Biografia
Foi filho de Mário Alves Tinoco, farmacêutico, e Ana Fernandes Tinoco, ex-operária de uma fábrica de tecidos; irmão de Mário Alves Tinoco Filho, médico que também foi Secretário de Saúde do estado do Rio de Janeiro. Foi casado com Maria da Conceição de Meneses Tinoco, filha e neta dos políticos Justino Meneses (ex-governador do estado do Rio de Janeiro) e Francisco Xavier da Silva Guimarães (ex-deputado e ex-governador interino do estado do Rio de Janeiro, 1917-1918), respectivamente.. O casal teve duas filhas , entre elas a cantora e compositora Thereza Tinoco 

### Estudos
Frequentou o Colégio Brasil e o Ginásio Bittencourt Silva quando no ensino primário; cursou o ensino secundário no Colégio Pedro II, no Rio de Janeiro (à época ainda Distrito Federal). Formou-se em Ciências e Letras em 1930 e tornou-se bacharel em direito no ano de 1933 pela Faculdade de Direito de Niterói. Durante a faculdade de Direito, Tinoco foi diretor do Centro Acadêmico Evaristo da Veiga em 1931, quando o Centro fez campanha para que o curso tivesse sua sede própria. Também nessa época, lecionou na Faculdade Fluminense de Comércio, tornando-se depois professor de Direito Constitucional e Economia, mais tarde (em1969) Tinoco também viria a ser o diretor da mesma instituição de ensino.

### Vida pública

#### Ministério da Educação e Cultura
Brígido Fernandes Tinoco foi Ministro da Educação e Cultura durante o Governo Jânio Quadros, assumindo em 31 de janeiro de 1961 e saindo do Ministério em 25 de agosto do mesmo ano. Sua gestão foi marcada pela criação de uma rede de escolas ligadas ao artesanato e à industria; pela assinatura do decreto que institucionalizava o Plano de Mobilização Nacional contra o Analfabetismo, às vésperas da renúncia de Jânio; e pelas greves. A exemplo do ocorrido na Faculdade de Direito do Recife, aonde a mãe de Ernesto "Che" Guevara iria palestrar mais foi impedida pelo diretor da instituição. O caso gerou reação dos estudantes e em conseguinte greve, que levou a uma movimentação de tropas (iniciativa do Exército contando com o apoio do Ministro do Ministro da Educação e do Presidente da República, que se recusava a dialogar com os estudantes enquanto a greve não acabasse).

#### Cronologia política
- Vereador (1936-1937, perdendo o mandato em novembro de 1937, em decorrência da dissolução dos órgãos legislativos do País em decorrência da Instauração do Estado Novo) e em seguida Delegado-Geral de Polícia Municipal de Niterói (1937-1938).[1]
- Secretário Municipal (1938-1940) e Prefeito de São Gonçalo, RJ (1940).
- Procurador da Justiça do Trabalho em São Paulo (1941).
- De 1942 a 1945 foi oficial-de-gabinete do Ministro do Trabalho, Alexandre Marcondes Neto; nesse meio tempo participou em 1942 e 1944 do primeiro e segundo Congressos do Trabalho, no ano deste último congresso foi eleito membro do Conselho de Recursos da Propriedade Industrial do Brasil.
- Secretário Municipal e Prefeito de Niterói, ambos em 1945; Tinoco se afastou da Secretaria para assumir como Prefeito de Niterói, após ser indicado por Ernâni Amaral Peixoto, interventor no estado. Permanece na Prefeitura de fevereiro de 1945 a novembro do mesmo ano, pouco após a queda do Estado Novo e de Getúlio Vargas (29/10).
- Filiado ao Partido Social Democrático (PSD), elegeu-se Deputado Federal em 1945 (com 7,864 votos; assumindo em fevereiro do ano próximo) e foi Constituinte em 1946 (após a promulgação da nova Carta em 18 de setembro deste ano, passa a exercer o mandato ordinário até 1948, quando é vencido na votação por manifestar contra a cassação dos mandatos dos parlamentares considerados comunistas). Na Constituinte, empenhou-se na defesa da legislação social implementada durante o Estado Novo e na discussão da questão do analfabetismo, apresentando em combate a este último duas emendas ao Projeto de Constituição, uma obrigando as empresas com mais de 50 trabalhadores a manterem ensino primário gratuito para seus empregados, e a outra obrigando a União a aplicar 15%, e os Estados, o Distrito Federal e os Municípios, o mínimo de 25% da receita arrecadada na manutenção e no desenvolvimento do ensino primário.
- Reeleito Deputado (em outubro de 1950 com 17.749 votos), foi Presidente da Comissão de Cinema, Rádio e Teatro (1951-1955) no segundo Governo do Presidente Getúlio Vargas.[3]
- Em seu terceiro mandato (assumido em fevereiro de 1959, eleito em outubro de 1958 com 18.364 votos, sob a legenda da Aliança Popular Nacionalista, coligação formada pelos partidos PTB, PSB, Partido Democrata Cristão e Partido Republicano), foi Ministro da Educação e Cultura enquanto durou o Governo Jânio Quadros (1961, ver tópico "Ministério da Educação e Cultura" acima).
- Em 1966, assumiu como suplente o mandato de Deputado Federal, exercendo-o de abril a agosto.
- Procurador-Geral da Justiça do Trabalho (1969). Voltando a ser eleito para a Câmara dos Deputados, dessa vez nas fileiras do Movimento Democrático Brasileiro (MDB), fez oposição ao Regime Militar por dois mandatos consecutivos (1971-1979).

## Morte
Morreu em 22 de outubro de 1982, quando tentava retornar à Câmara dos Deputados, na chapa do PTB fluminense.

## Obras publicadas
- Versos tristes (1930)[1]
- Uma porção de folhas mortas (1932)
- Comunismo, fascismo e democracia (1934)
- O momento mundial e as diretrizes nacionais (1936)
- Alvorada e ressurreição (1938)
- Fundamentos históricos do direito social (1955)
- As duas paixões de Caxias (1956)
- Da gênese e da codificação do direito administrativo (1959)
- A vida de Nilo Peçanha (1962)